# Kiss of Death (Jadakiss)
Kiss of Death is het tweede album van rapper Jadakiss, dat werd uitgebracht op 22 juni 2004. In de Verenigde Staten haalde het album de eerste plaats in de albumlijst en ruim een halfjaar na de release kreeg het de gouden status.

## Tracklist
1. Intro - 1:13
2. What You So Mad At? - 3:37
3. Shine - 5:00
4. Bring You Down - 3:39
5. Time's Up - 3:36
6. Why - 4:00
7. U Make Me Wanna - 4:53
8. Hot - 0:18
9. Hot Sauce To Go - 3:56
10. Real Hip Hop - 2:57
11. Shoot Outs - 4:18
12. Still Feel Me - 2:42
13. By Your Side - 3:51
14. Gettin' It In - 3:37
15. Air It Out - 4:03
16. Welcome To D-Block - 4:25
17. Kiss Of Death - 3:12
18. I'm Goin' Back - 3:37